# Río Yacuambi
El Yacuambi (del quechua yaku que significa agua y del cayapa anbi que significa río) es un río en la provincia de Zamora Chinchipe, afluente del río Zamora. 
El río es uno de los mayores tributarios en la cuenca hidrográfica del Zamora y baña el Valle del Yacuambi, que recorre los cantones de Yacuambi y Zamora. Es apto para la navegación y el ráfting, y con algunos sitios que pueden ser utilizados como balnearios naturales. 
Sus principales afluentes son: el río Tutupali, río Yacuchingari, río Shingata, río Corral Huaycu, río Garcelán, río Negro y río Quimi.
- Datos: Q9072230